# Hans Schweitzer (Grafiker)

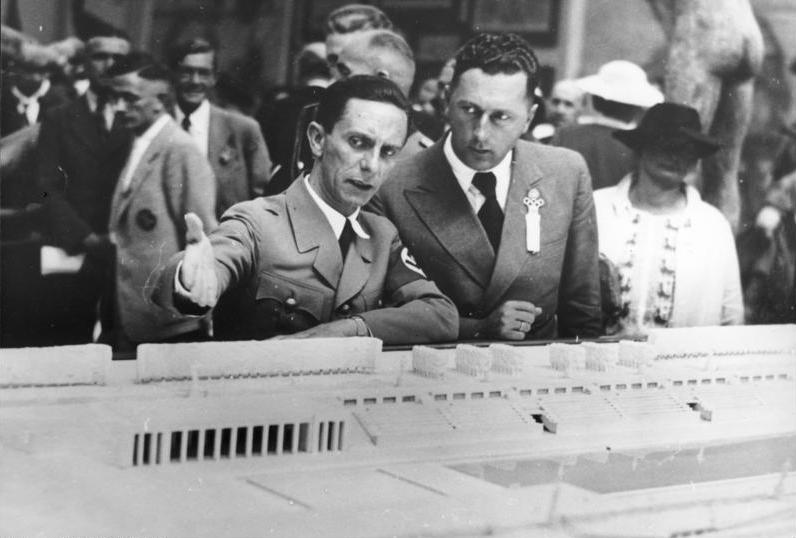
Hans Schweitzer (rechts) mit Joseph Goebbels bei einem Rundgang durch die Kunstausstellung der Olympiade 1936 in Berlin.

Hans Herbert Schweitzer, Pseudonym: Mjölnir bzw. Mjoelnir (* 25. Juli 1901 in Berlin; † 15. September 1980 in Landstuhl), war ein deutscher Grafiker. Er war einer der bekanntesten Karikaturisten im Dienst der NS-Propaganda.

## Leben und Arbeit

### Jugend und Ausbildung
Schweitzer wurde 1901 als unehelicher Sohn eines Arztes geboren. Nachdem er den Großteil seiner Kindheit im Haushalt seiner Großmutter mütterlicherseits verbracht hatte, begann er 1918 oder 1919 an der „Staatlichen Hochschule für die Bildenden Künste“ in Berlin zu studieren und schloss das Studium wahrscheinlich 1923 ab.

### Tätigkeit für die NS-Presse vor 1933
Schweitzer trat 1926 in die NSDAP ein (Mitgliedsnummer 27.148). Laut Goebbels’ Buch über die Berliner Nazigruppe war er eines der ersten 30 Parteimitglieder in der Hauptstadt.
1927 gehörte Schweitzer zu den Begründern der NS-Zeitschrift Der Angriff. In der Folge erhielt er regelmäßig Aufträge als Zeichner von Illustrationen für die NS-Presseorgane, den Völkischen Beobachter, die Arbeiterzeitung, den Angriff und das NS-Satireblatt Die Brennessel. Daneben wirkte er an Plakatierungskampagnen der NSDAP mit: So lieferte er propagandistisches Bildmaterial zu der NSDAP und ihren Zielen, Führern und Ideen, die in NS-Periodika, Werbeplakaten, Flugblättern etc. zur Verwendung kamen. Der Schwerpunkt seiner Tätigkeit lag auf dem Gebiet der Karikatur. So überzog er vor 1933 die innenpolitischen Gegner der Nationalsozialisten und seit den späten 1930er Jahren ihre außenpolitischen Widersacher mit Spott, um sie der Lächerlichkeit preiszugeben.
Einer von Schweitzers Hauptauftraggebern während der von den Nationalsozialisten als „Kampfzeit“ bezeichneten Zeit vor 1933 war dabei der spätere Reichspropagandaminister Joseph Goebbels, mit dem er laut der Goebbels-Tagebücher auch freundschaftlich verbunden war. Goebbels nannte Schweitzer wiederholt einen „gottbegnadeten“ Künstler und erkannte später an, dass Schweitzer durch seine karikaturistischen Angriffe auf die Weimarer Republik und ihre Repräsentanten „uns in der Kampfzeit wesentlich geholfen [habe], ein System durch Lächerlichkeit zu töten“.
Das Pseudonym Mjölnir, eine Anlehnung an den Kriegshammer des Gottes Thor in der nordischen Mythologie, legte sich Schweitzer 1926 zu, um so einerseits seinen Einsatz für die nordische oder „arische“ Rassenideologie kenntlich zu machen und andererseits sein künstlerisches Selbstverständnis zum Ausdruck zu bringen, dem die Idee zugrunde lag, die Gegner des Nationalsozialismus mit seinen effektvollen Propagandazeichnungen indirekt ebenso zu „zerschmettern“, wie der streitbare Thor seine Widersacher mit seinem Hammer Mjölnir zerschmetterte. Außerdem brauchte er ein Pseudonym, da er gleichzeitig unter seinem echten Namen als Karikaturist für Alfred Hugenbergs Nachtausgabe tätig war, eine nationalkonservative Tageszeitung in Berlin.

### NS-Zeit (1933–1945)
Mit der »Machtergreifung« im Januar 1933 avancierte Schweitzer – nicht zuletzt durch seine zeitweilig enge Freundschaft zu Joseph Goebbels – zu einem gewichtigen Kulturfunktionär des NS-Regimes. 1933 wurde Schweitzer von Adolf Hitler zum „Zeichner der Bewegung“ ernannt. 1934 und 1935 wurden jeweils zwei Briefmarken mit einem von ihm gestalteten Motiv von der Reichspost veröffentlicht. 1935 wurde Schweitzer zum Reichsbeauftragten für künstlerische Formgebung und Vorsitzenden der „Ausstellungleitung Berlin e. V.“ ernannt. Seinen Dienstsitz hatte er im Berliner „Haus der Kunst“ bzw. der „Berliner Kunsthalle“, deren künstlerischer Leiter er war; in diesen Häusern wurde nationalsozialistische Kunst präsentiert. Die Vorderseiten der seit 1936 erschienenen Münzen des Deutschen Reiches mit dem Nazi-Hoheitsadler wurden von Hans Herbert Schweitzer entworfen. 1935 ernannte ihn Joseph Goebbels zum Mitglied des Reichskultursenats. 1936 wurde er Mitglied im Präsidialrat der Reichskammer der Bildenden Künste, am 30. Januar 1937 folgte durch Adolf Hitler seine Ernennung zum Professor. 1940 wurde er Vorsitzender des „Ausschusses zur Begutachtung minderwertiger Kunsterzeugnisse“. Im Rahmen all dieser Positionen war er für die Beschlagnahme und Verfemung sogenannter Entarteter Kunst mitverantwortlich. Am 5. Juli 1937 war er maßgeblich an der Konfiszierung von Gemälden von Ernst Ludwig Kirchner, Oskar Kokoschka und Emil Nolde in der Hamburger Kunsthalle beteiligt, die später in der Münchener Ausstellung Entartete Kunst diffamiert wurden.

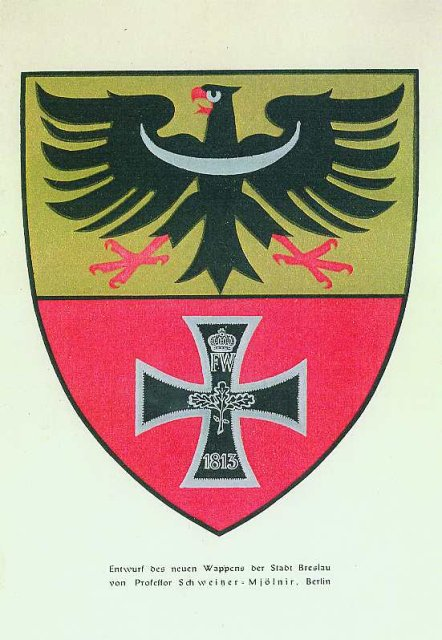
Das von Schweitzer gestaltete Wappen Breslaus von 1938.

Im Zweiten Weltkrieg konnte Schweitzer, der auch Vorsitzender des Reichsausschusses der Pressezeichner war, teilweise an seine künstlerischen Erfolge der Zeit vor 1933 anknüpfen; seine kulturpolitischen Funktionen wurden allerdings beschnitten: bei der „Ausstellungleitung Berlin e. V.“ wurde ihm eine Jury zur Seite gestellt, vom „Ausschuss zur Begutachtung minderwertiger Kunsterzeugnisse“ wurde er abberufen. 1942 wurde er SS-Oberführer (SS-Nr. 251.792) und war ab 1943 als Zeichner bei der Propagandakompanie „Staffel bildender Künstler“ tätig. Bei der Ausstellung Deutsche Künstler und die SS 1944 in Breslau wurde von ihm das Bild Waffen-SS Vorkämpfer gegen den Weltfeind ausgestellt. Zum Kriegsende im Mai 1945 folgte er der sogenannten Rattenlinie Nord und ließ sich zwanzig Kilometer südöstlich der Stadt Flensburg, im Dorf Hollmühle nieder.

### Nachkriegszeit
In der Nachkriegszeit wurde Schweitzer 1948 im Zuge der Entnazifizierung durch ein Spruchkammerverfahren in Bergedorf zu einer Geldstrafe von 500 DM verurteilt. Das von Schweitzer und Goebbels erstmals 1928 im Münchener Franz-Eher-Verlag publizierte Buch Isidor. Ein Zeitbild voll Lachen und Haß, für das Schweitzer antisemitische Karikaturen von Goebbels’ Widersacher Bernhard Weiß angefertigt hatte, wurde in der SBZ in die Liste der auszusondernden Literatur aufgenommen.
Als Illustrator blieb Schweitzer in der Bundesrepublik – in der er weithin als „Goebbels’ Zeichner“ boykottiert wurde – weitgehend erfolglos. Allerdings betätigte er sich als Plakatentwerfer für das Bundespresseamt und als Zeichner in rechtsextremistischen Zeitungen. Er entwarf Plakate für die Partei der guten Deutschen.